# Yechiva Merkaz Harav

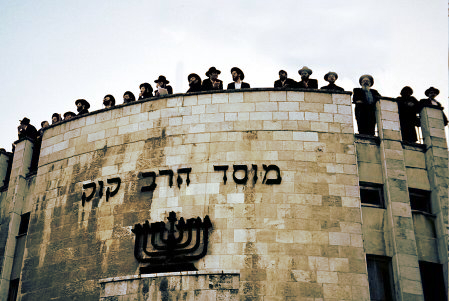
Le mosad (institut) du rabbin Kook.

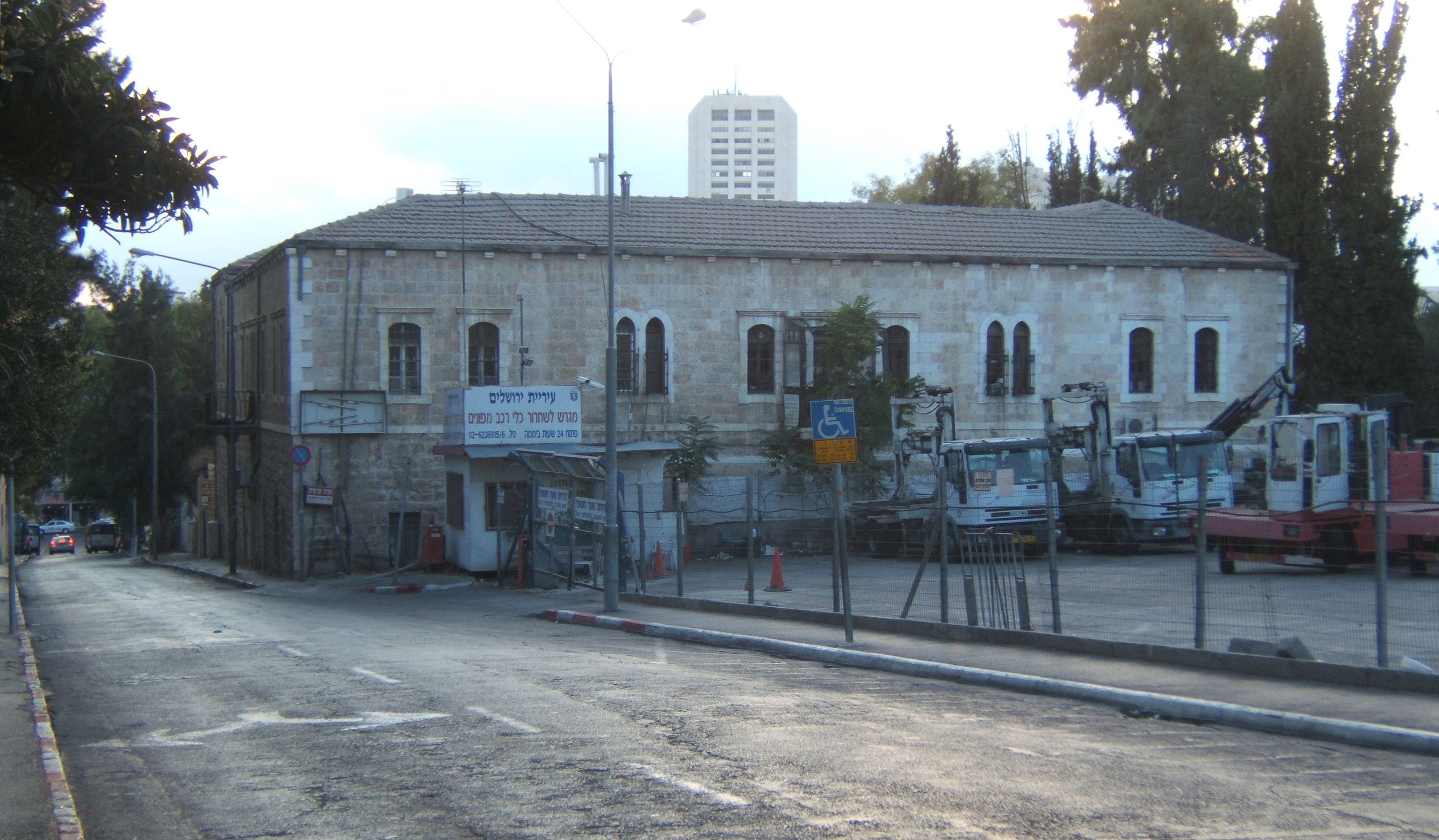
La maison du rabbin Kook, rue Ticho.

Merkaz HaRav ou Mercaz HaRav (en hébreu : מרכז הרב, littéralement Le Centre du Rav), également connu comme la Yeshivat Merkaz HaRav, est une yechiva située en Israël dans le quartier Kyriat Moshe de Jérusalem.
Figure de proue du sionisme religieux et de l'ultra-nationalisme, elle est engagée pour la colonisation des territoires palestiniens et le « Grand Israël ». Elle a donné naissance en 1974 au Goush Emounim, fer de lance de la colonisation en Cisjordanie et à Gaza.
Elle est réputée pour son influence sur la société israélienne, ayant formé de nombreux dirigeants politiques et magistrats.

## Histoire
La yechiva est fondée en 1924 par Abraham Isaac Kook, un rabbin originaire de Lituanie qui fut premier grand rabbin ashkénaze durant l'occupation britannique de la Palestine. Pour le rabbin Kook, le rétablissement d’une souveraineté juive en terre d'Israël constitue le point de départ de la Rédemption du peuple juif. Son élève, le rabbin Yaakov Moshe Charlap (en), lui succède comme directeur de la yechiva.
Après la mort du rabbin Charlap en décembre 1951, la yechiva est dirigée durant trente ans par le fils du rabbin Abraham Kook, Zvi Yehouda Kook.
Ce dernier radicalise l'idéologie « nationale-religieuse » de l'institut ce qui l'isole au sein du judaïsme orthodoxe, dont les responsables historiques n'étaient pas hostiles aux Arabes.
Émanation de la yéchiva, le Goush Emounim (« Bloc de la foi »), milite activement pour la colonisation des territoires palestiniens et s'empare de la direction du Parti national religieux (PNR). Il s'est engagé contre les accords d'Oslo dans les années 1990. Depuis le début de la seconde intifada, les activistes du Goush Emounim sont souvent à la tête des colons dévastant les vergers palestiniens ou empêchant la cueillette des olives. Ils exercent également une activité violente en Israël, attaquant des rassemblements de gauche.
Plusieurs dirigeants politiques israéliens ont été formés au sein de l'institut, comme Effi Eitam, qui fut général puis chef du PNR, Benny Elon, le président du parti Unité nationale, ou encore Moshe Feiglin du Likoud.
Située à l'origine dans la maison du Rav Kook, dans le quartier de Beit David (rue Ticho), elle déménage en 1964 à Kiryat Moshe, à côté du Mossad Harav Kook.
Merkaz HaRav signifie « Centre du rabbin » (Kook). Il a joué un rôle important, en fournissant au système éducatif national-religieux, depuis les écoles primaires ou lycées pour filles ou aux yeshivot hesder (en), leur cadre, leur personnel pédagogique et leurs conseillers.
Bien que certains de ses étudiants accomplissent leur service dans les forces de défense israéliennes, ce n'est pas une yeshiva hesder (en) et leur engagement est notablement plus court, les étudiants étant plus âgés au moment de leur conscription. Ses membres sont toutefois surreprésentés parmi les officiers de grades intermédiaires.
Le grand-rabbin Zvi Yehouda Kook, le fils du grand-rabbin Kook, a repris le poste de Rosh Yeshiva des années après la mort de son père. Lui ont succédé le grand rabbin d' Israël Avraham Shapira qui dirige l'institution jusqu'à son décès en 2007, puis le fils de celui-ci, le grand-rabbin Yaakov Shapira.
L'institut s'éloigne sous la direction d'Avraham Shapira du légalisme qu'elle prônait généralement jusqu'alors en appelant les soldats religieux à refuser d'obéir aux ordres d'évacuation de la bande de Gaza, en 2005.
La yechiva compte en 2008 500 étudiants, dont 200 en kollel.
En 1964, un lycée-yechiva nommé (ישיבת ירושלים לצעירים)(yechiva de Jérusalem pour les jeunes) est fondé à proximité du Merkaz, et devient lui aussi un étendard du sionisme religieux.

## Attentat
Dans la nuit du 6 mars 2008, alors que la yechiva accueille des étudiants du lycée-yechiva « latsei'irim » (pour les jeunes ; ישל"צ, ישיבת ירושלים לצעירים) pour célébrer la néoménie d'Adar beth au cours de laquelle a lieu la fête de Pourim, un terroriste palestinien  s'introduit dans la yechiva avec une arme automatique et fait feu dans la bibliothèque, tuant huit étudiants âgés de quinze à dix-huit ans, et en blessant quarante autres, dont trois dans un état critique. Il est abattu par les forces de défense israéliennes, dont le rabbin Yitzhak Dadoun, officier de réserve et membre de l’un des instituts de recherches de la yechiva. Celui-ci affirme que le tireur était armé d'un fusil-mitrailleur de type Kalashnikov.